# Ophichthidae
Famille
Les Ophichthidae sont une famille de poissons téléostéens serpentiformes.

## Caractéristiques
Ce sont des poissons au corps très allongé, les faisant ressembler à des serpents : beaucoup d'espèces sont en conséquences appelées « anguilles-serpents » ou « serpentines ». La plupart des espèces vivent enterrées dans le sable, ne laissant dépasser que le bout de leur tête pour chasser à l'affût. D'autres évoluent en pleine eau, certaines se servant de leur mimétisme avec des serpents venimeux (comme les tricots rayés pour Myrichthys colubrinus) pour dissuader les éventuels prédateurs.

## Liste des genres
Selon World Register of Marine Species (19 mars 2014) :
- sous-famille Myrophinae
  - genre Ahlia Jordan & Davis, 1891
  - genre Asarcenchelys
  - genre Benthenchelys
  - genre Glenoglossa
  - genre Leptocephalus
  - genre Mixomyrophis

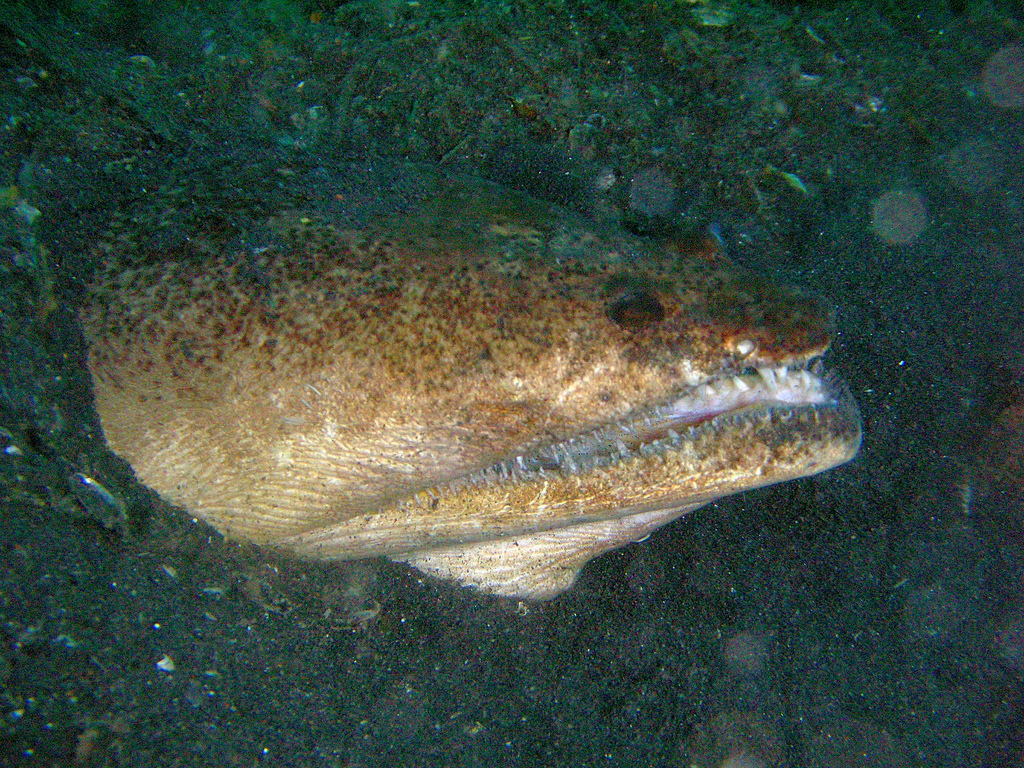
Brachysomophis cirrocheilos.

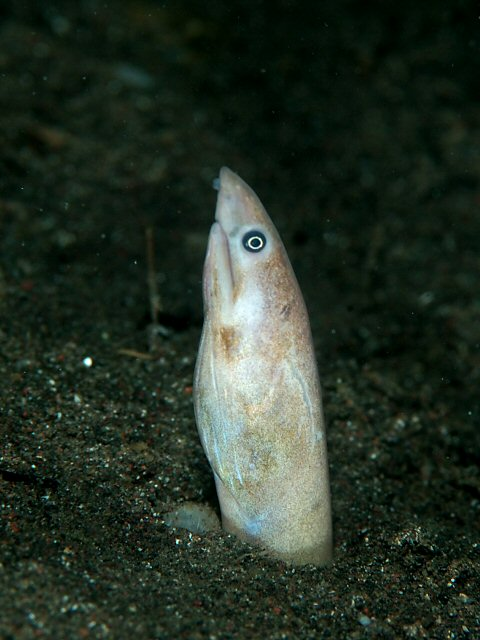
Apterichtus moseri.

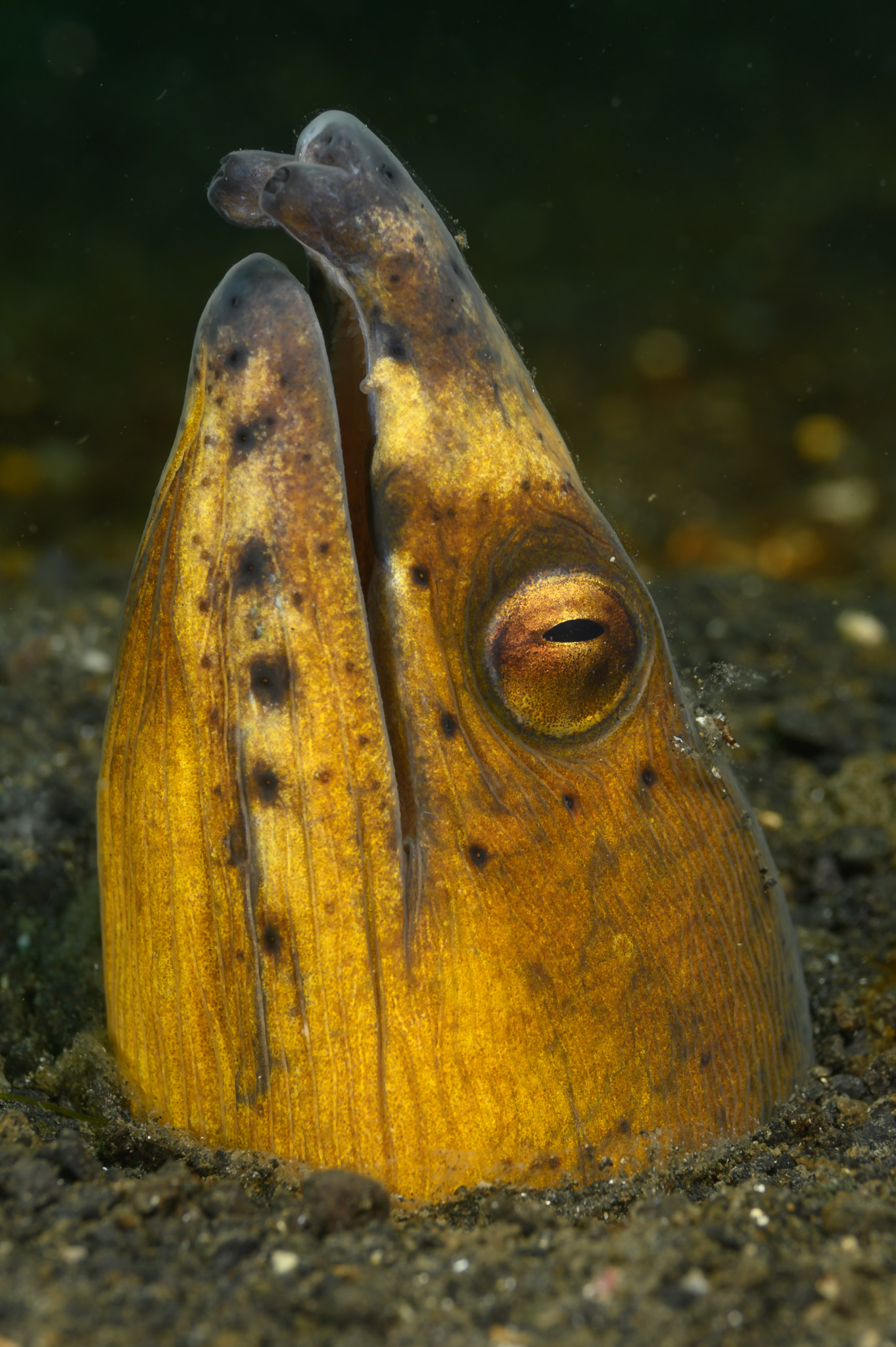
Ophichthus cephalozona.

  - genre Muraenichthys Bleeker, 1853
  - genre Myrophis Lütken, 1852
  - genre Neenchelys
  - genre Pseudomyrophis
  - genre Schismorhynchus McCosker, 1970
  - genre Schultzidia
  - genre Scolecenchelys
  - genre Skythrenchelys
- sous-famille Ophichthinae
  - genre Allips McCosker, 1972
  - genre Aplatophis
  - genre Aprognathodon
  - genre Apterichtus Duméril, 1806
  - genre Bascanichthys Jordan & Davis, 1891
  - genre Brachysomophis Kaup, 1856
  - genre Caecula Vahl, 1794
  - genre Callechelys Kaup, 1856
  - genre Caralophia
  - genre Cirrhimuraena Kaup, 1856
  - genre Cirricaecula
  - genre Dalophis Rafinesque, 1810
  - genre Echelus Rafinesque, 1810
  - genre Echiophis Kaup, 1856
  - genre Ethadophis
  - genre Evips McCosker, 1972
  - genre Gordiichthys Jordan & Davis, 1891
  - genre Hemerorhinus
  - genre Herpetoichthys
  - genre Hyphalophis
  - genre Ichthyapus Brisout de Barneville, 1847
  - genre Kertomichthys
  - genre Lamnostoma Kaup, 1856
  - genre Leiuranus Bleeker, 1853
  - genre Leptenchelys
  - genre Letharchus Goode & Bean, 1882
  - genre Lethogoleos
  - genre Leuropharus
  - genre Luthulenchelys
  - genre Malvoliophis Whitley, 1934
  - genre Myrichthys Girard, 1859
  - genre Mystriophis
  - genre Ophichthus Thunberg, 1789
  - genre Ophisurus Lacepède, 1800
  - genre Oxystomus Rafinesque, 1810
  - genre Paraletharchus
  - genre Phaenomonas Myers & Wade, 1941
  - genre Phyllophichthus Gosline, 1951
  - genre Pisodonophis Kaup, 1856
  - genre Quassiremus
  - genre Rhinophichthus
  - genre Scytalichthys
  - genre Stictorhinus
  - genre Xestochilus McCosker, 1998
  - genre Xyrias Jordan & Snyder, 1901
  - genre Yirrkala Whitley, 1940

Selon Paleobiology Database (26 février 2019) :
- genre † Goslinophis Blot[4], 1980

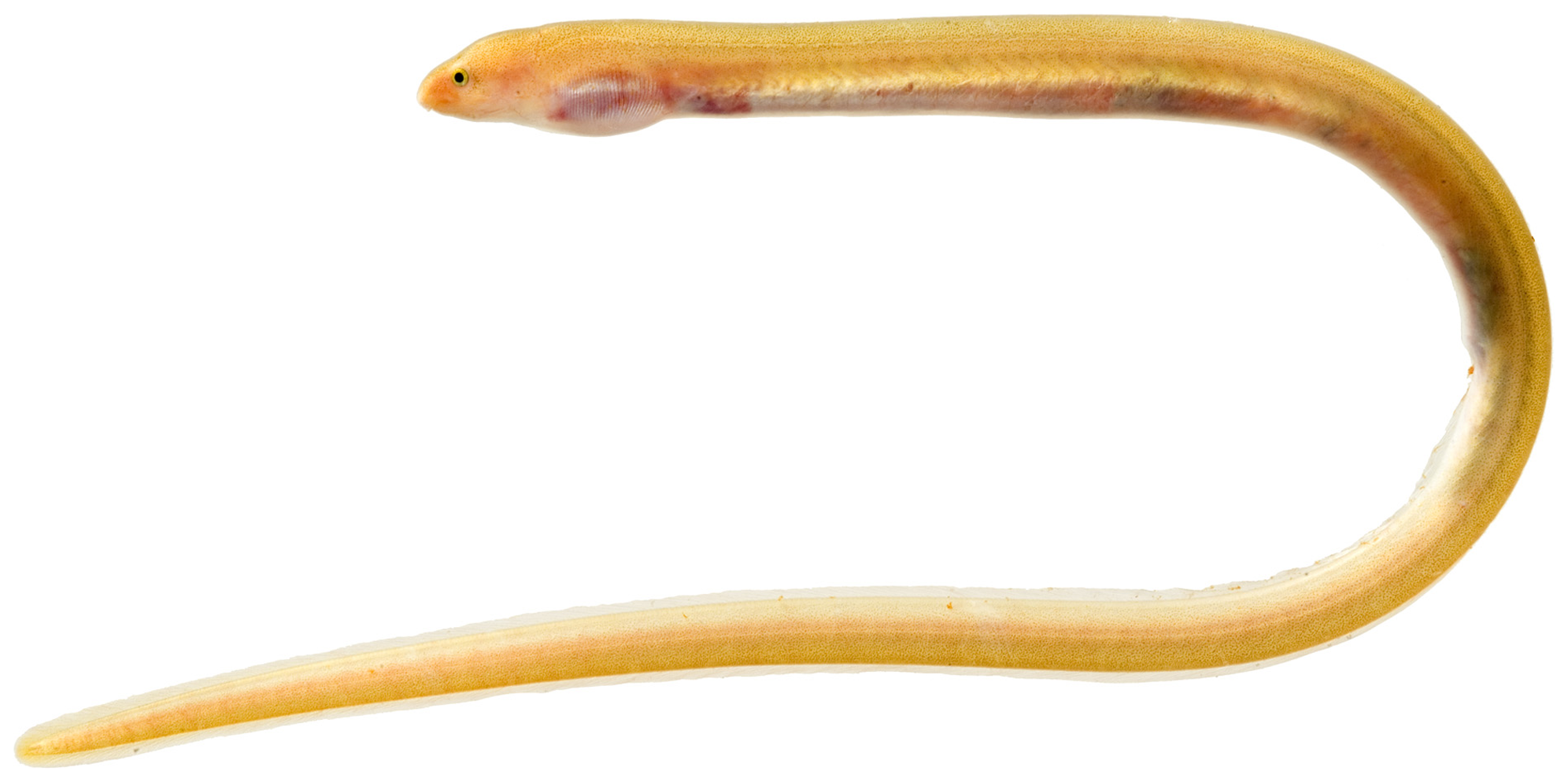
Ahlia egmontis
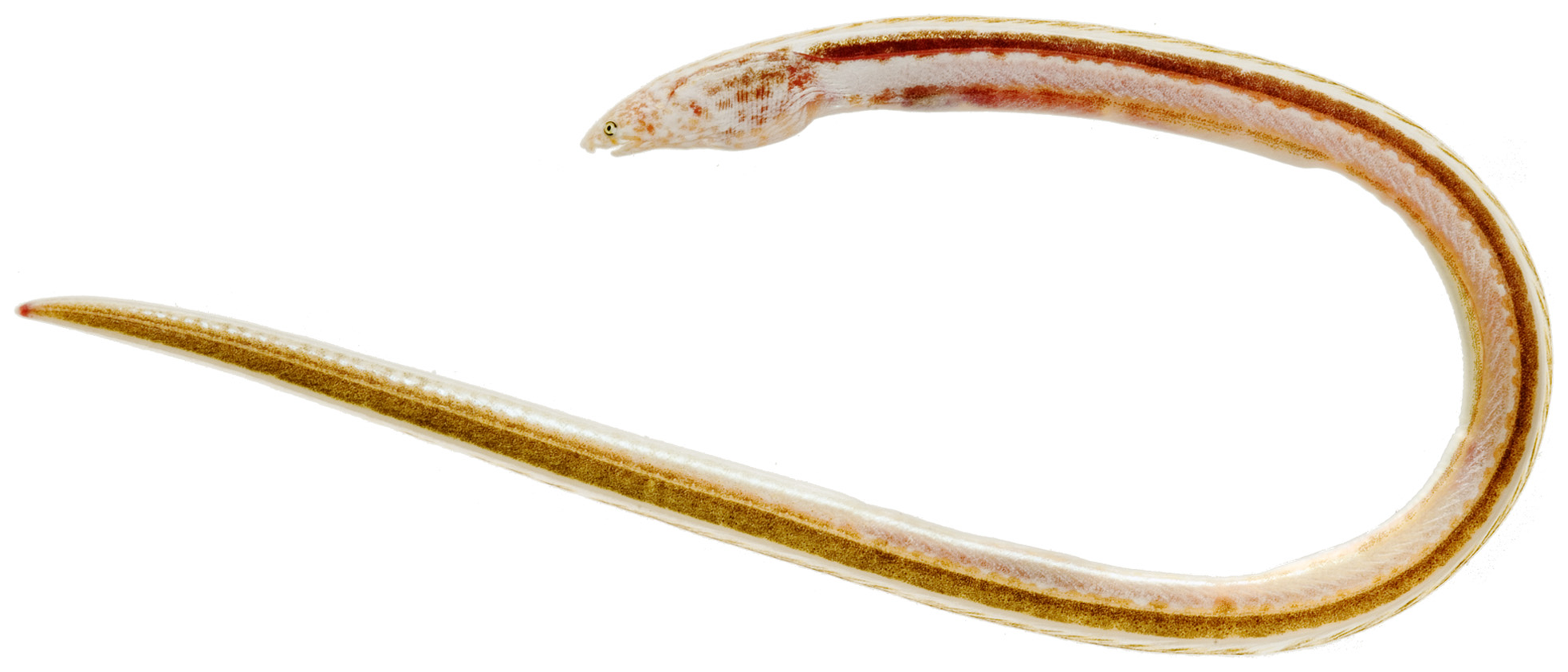
Aprognathodon platyventris
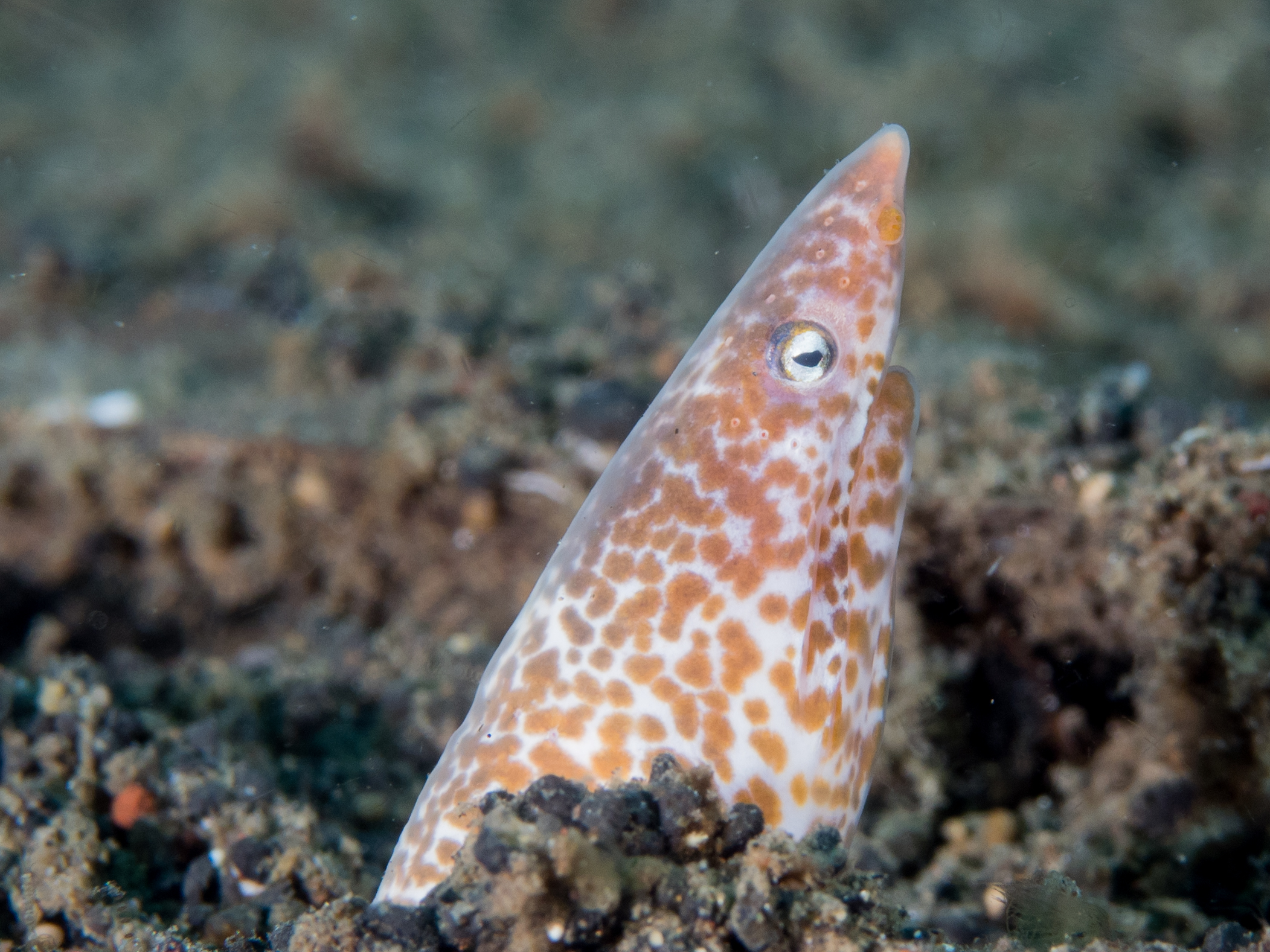
Apterichtus klazingai
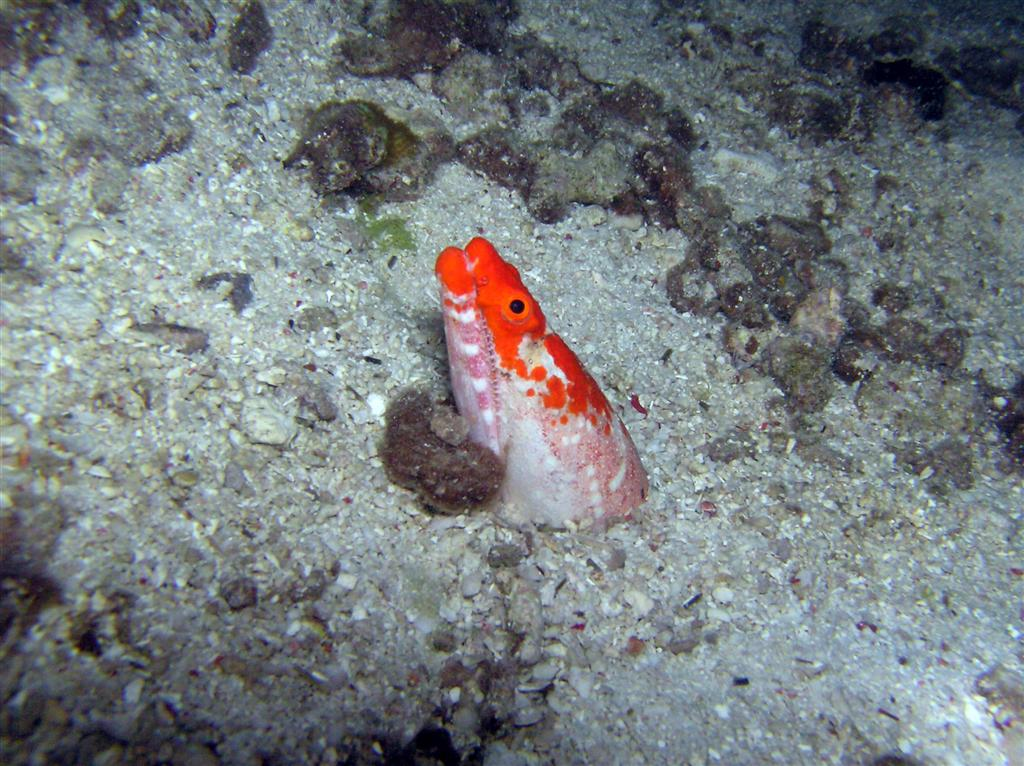
Brachysomophis crocodilinus
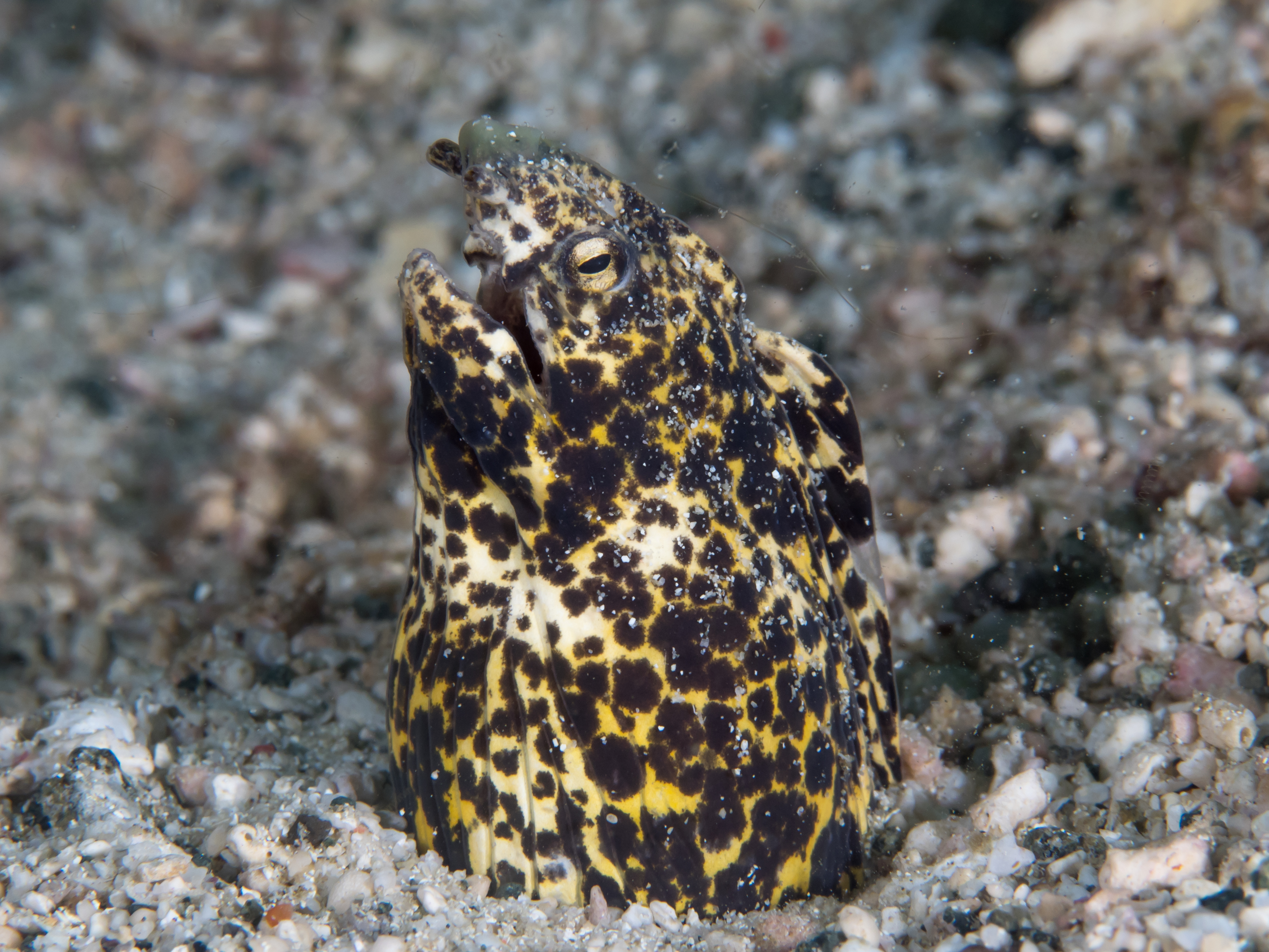
Callechelys marmorata
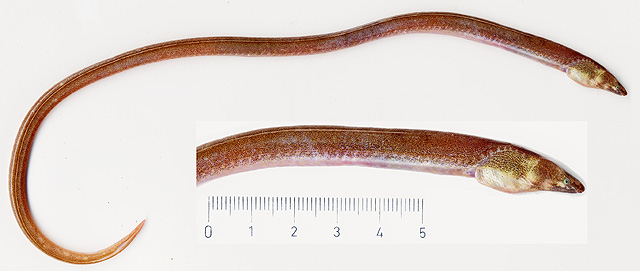
Dalophis imberbis
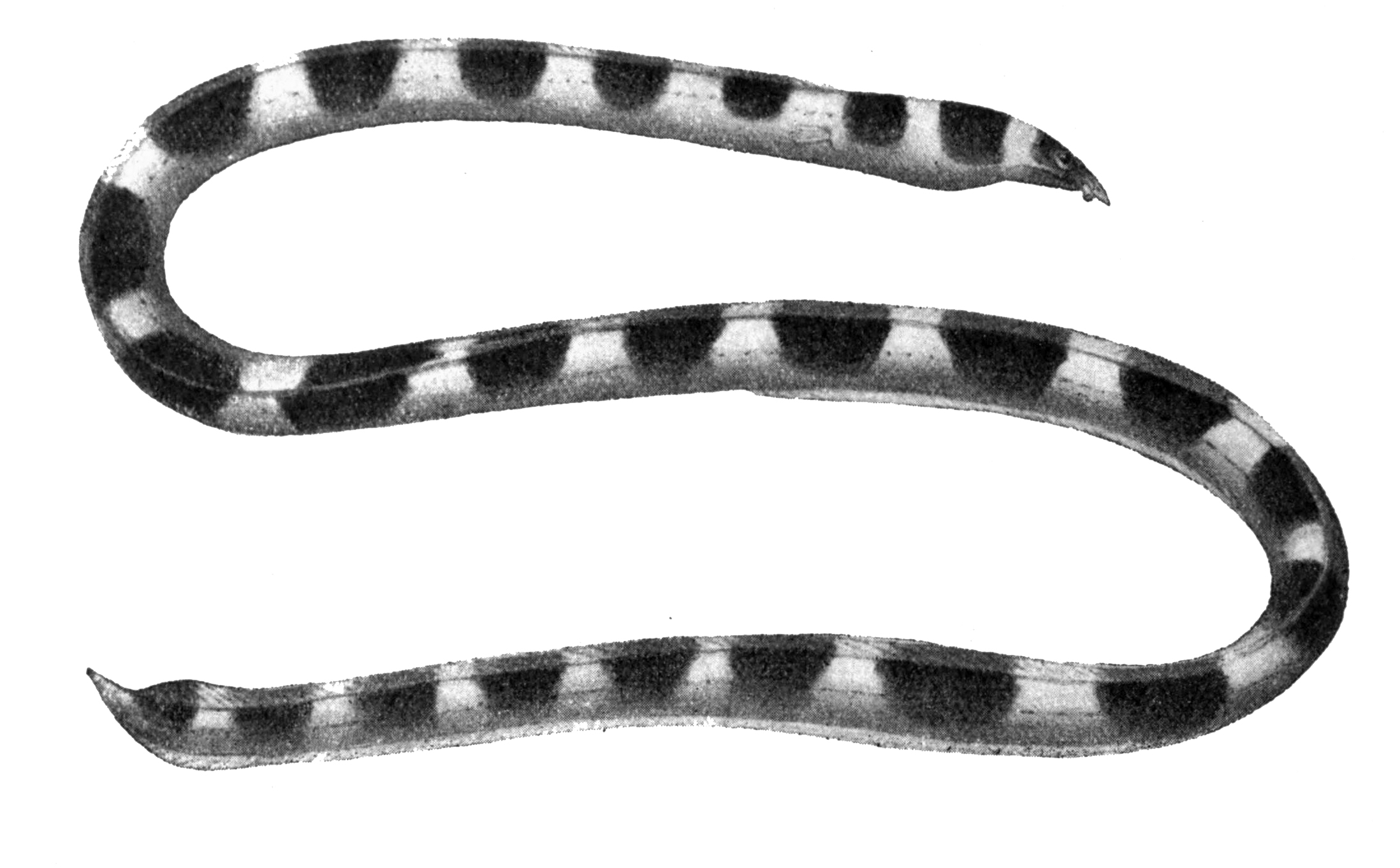
Leiuranus semicinctus
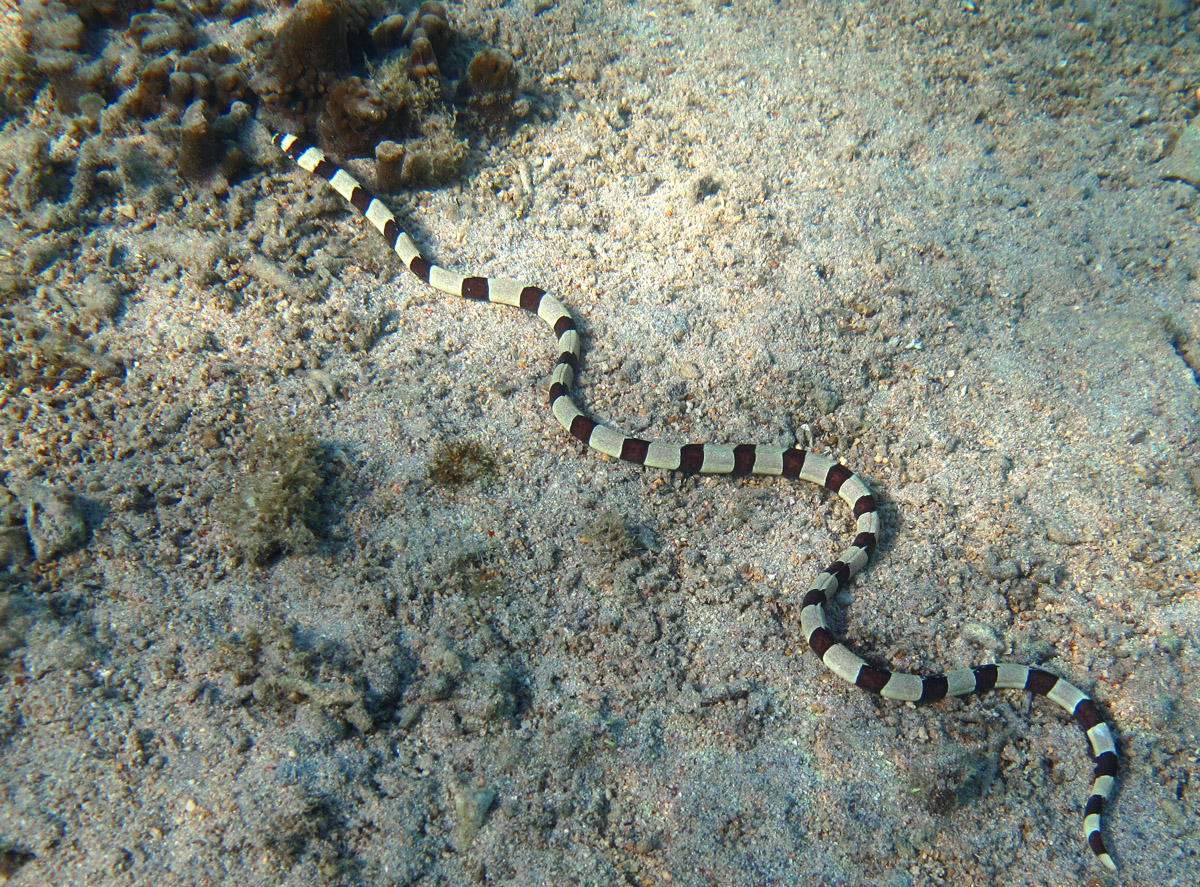
Myrichthys colubrinus
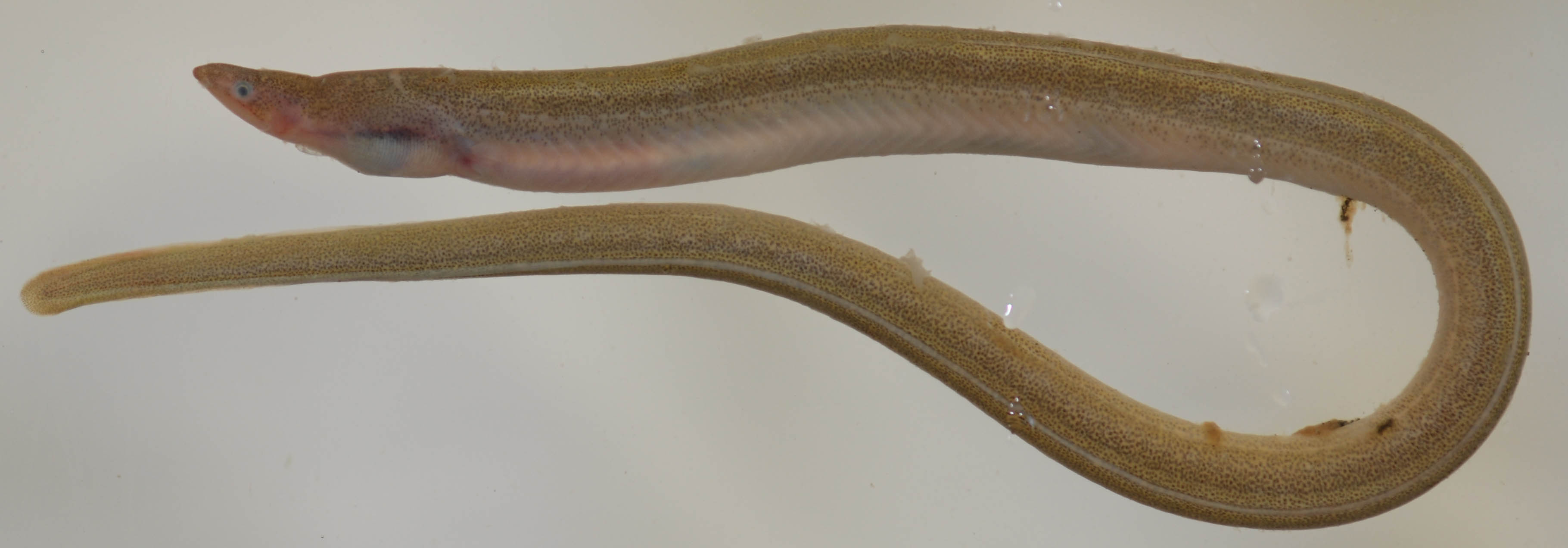
Myrophis punctatus
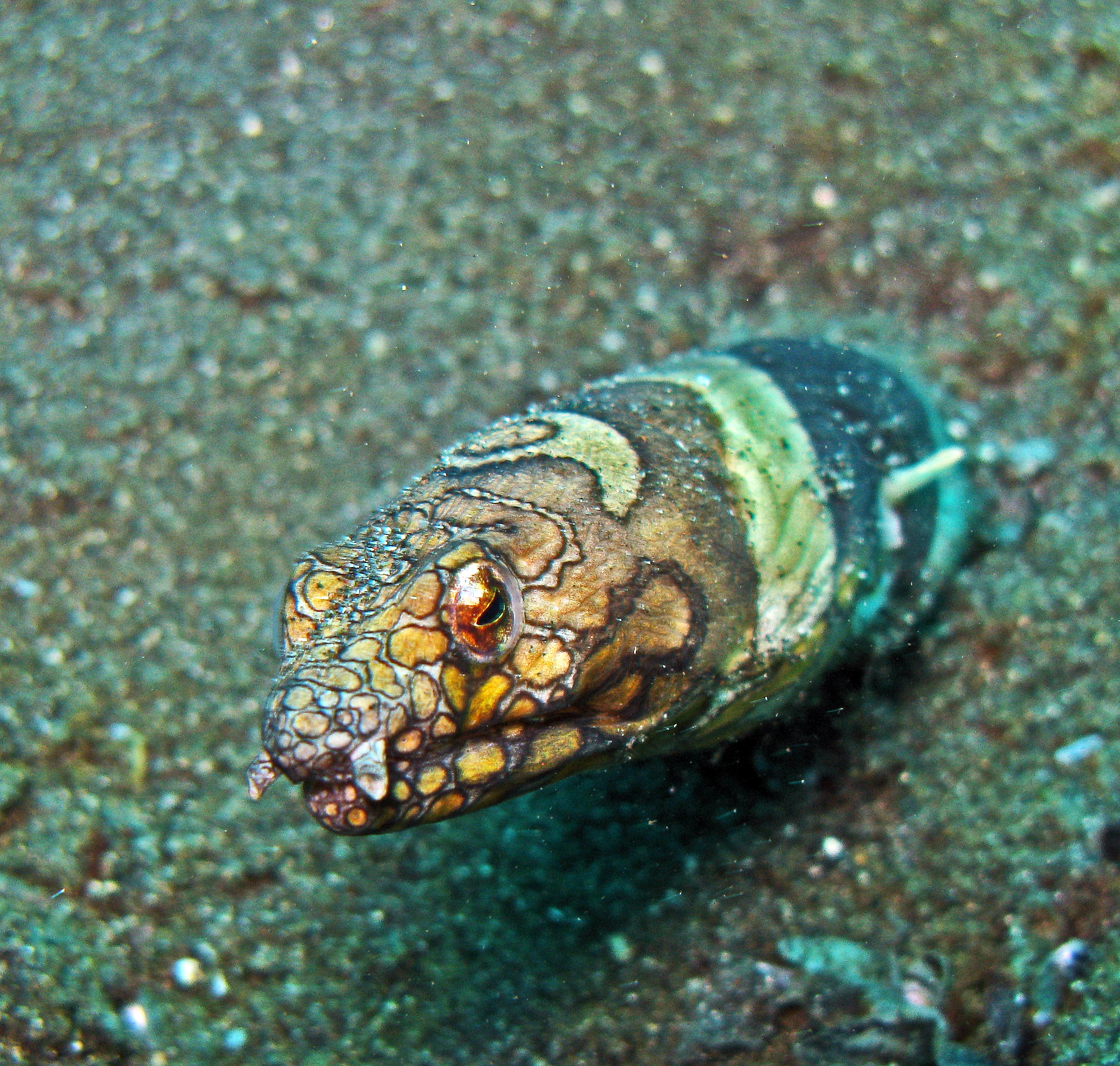
Ophichthus bonaparti
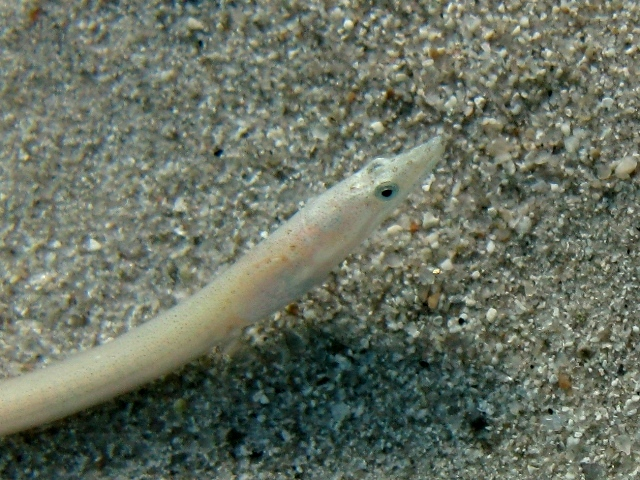
Ophisurus serpens (juvénile)
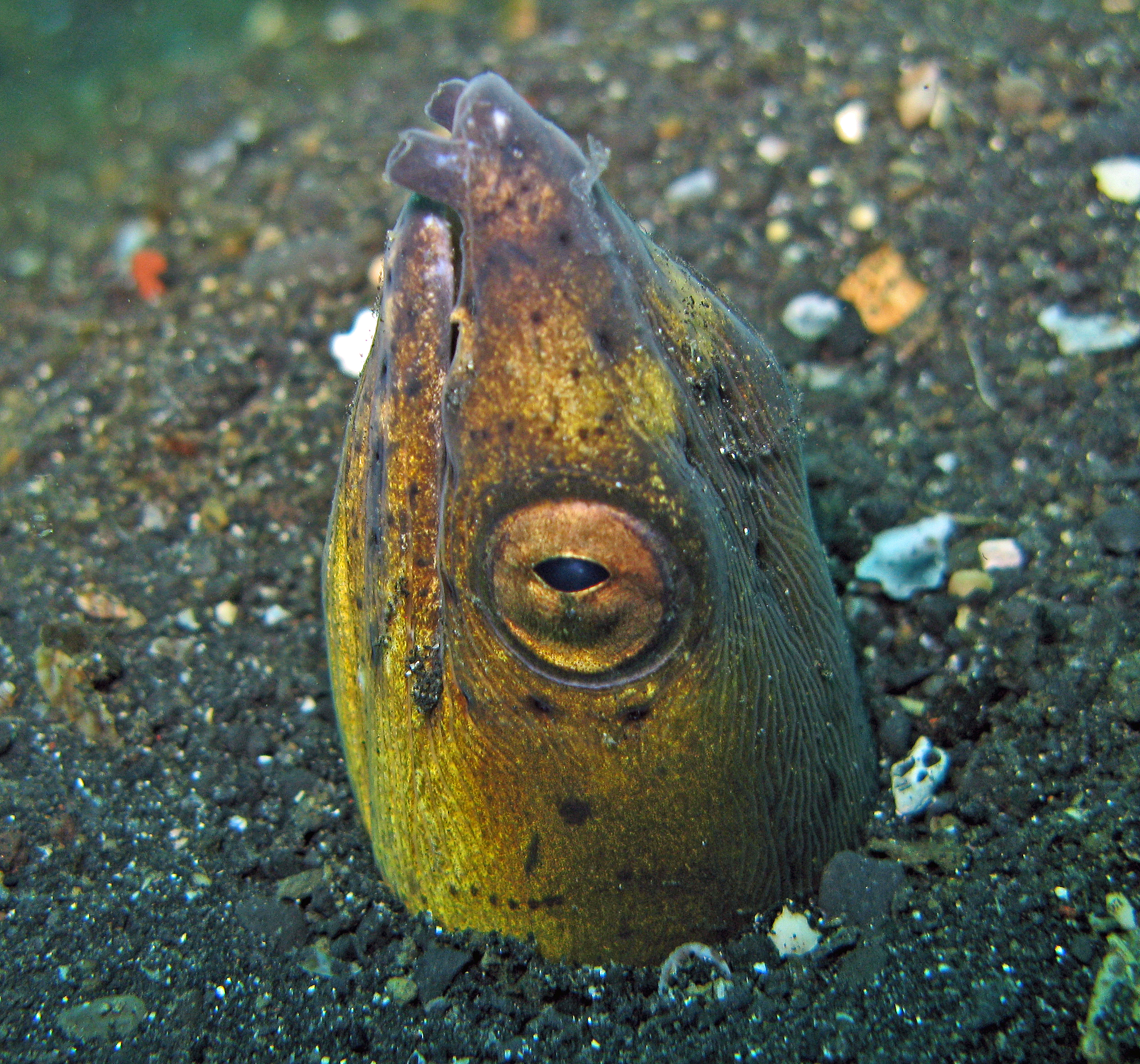
Pisodonophis cancrivoris
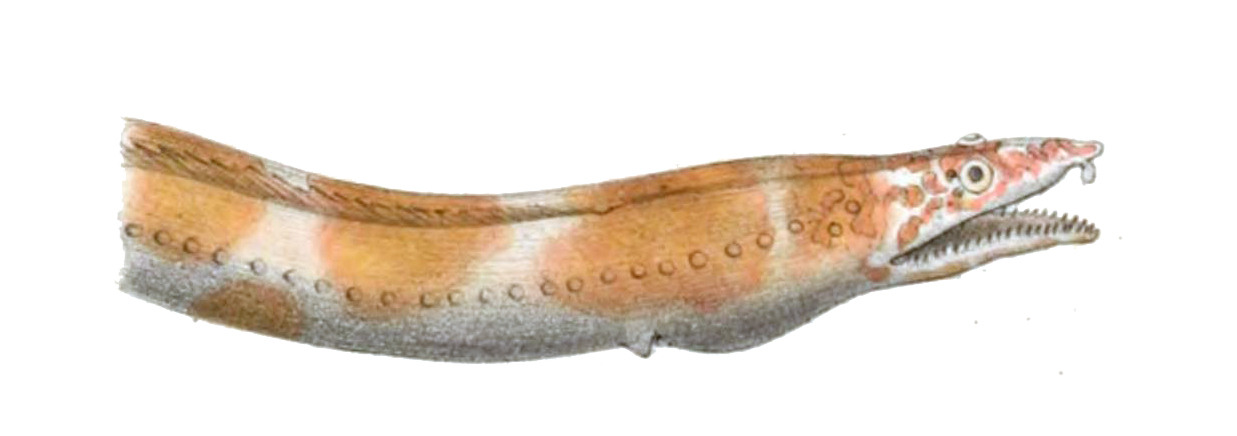
Quassiremus ascensionis
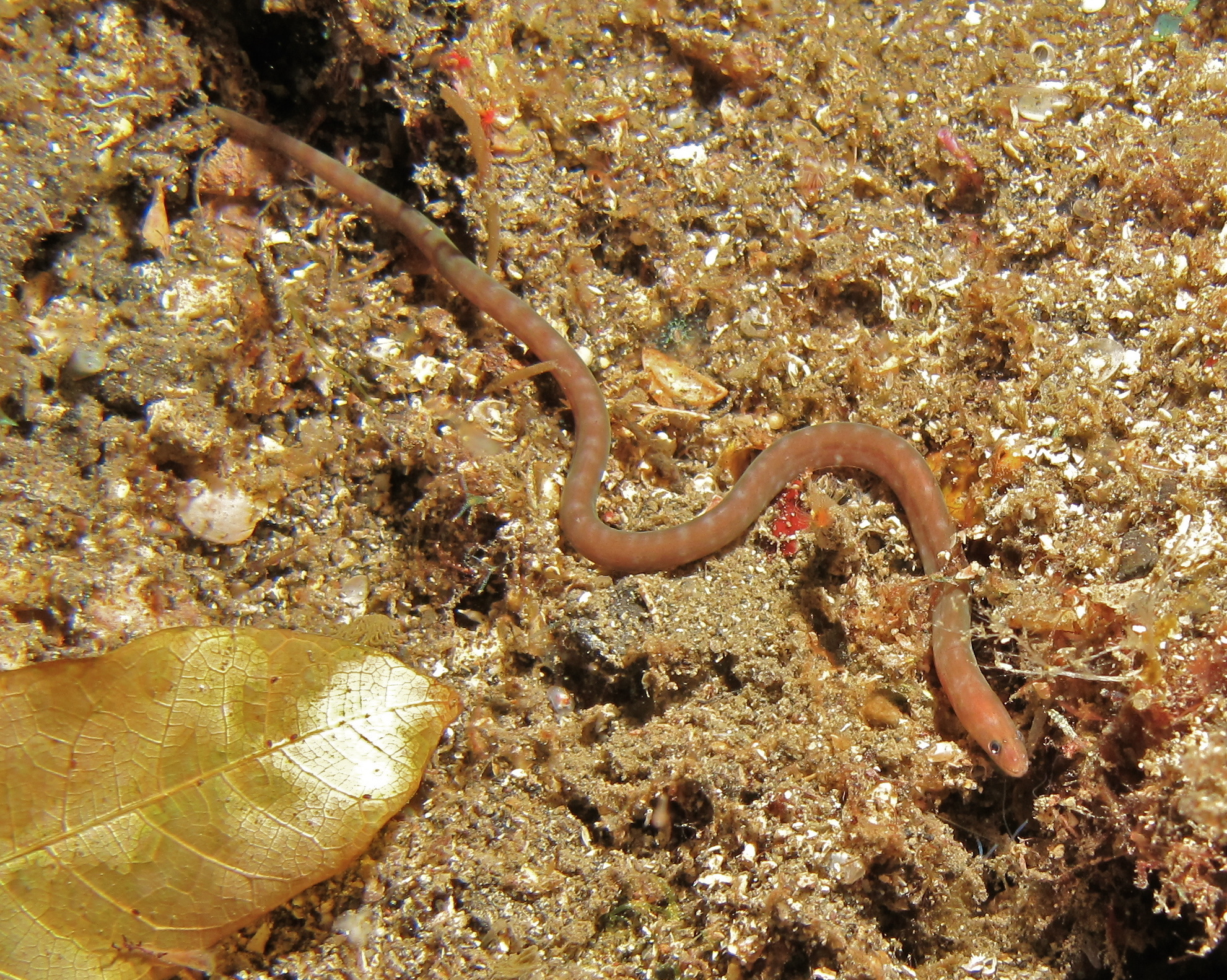
Scolecenchelys breviceps